# Sân bay quốc tế Bồng Lai Yên Đài
Sân bay quốc tế Bồng Lai Yên Đài (IATA: YNT, ICAO: ZSYT) là một sân bay được xây dựng để phục vụ thành phố Yên Đài, tỉnh Sơn Đông, Trung Quốc. Nó nằm 43 km từ trung tâm thành phố, gần thị trấn Chaoshui ở Bồng Lai, một thành phố cấp huyện quản lý bởi Yên Đài. Công tác dựng chính thức bắt đầu vào ngày 26 tháng 12, năm 2009. Khi hoàn thành vào năm 2014 sân bay Bồng Lai sẽ thay thế sân bay quốc tế Lai Sơn Yên Đài hiện hữu, một sân bay hỗn hợp dân dụng và quân sự. Nguyên gọi là sân bay quốc tế Triều Thủy Yên Đài (tiếng Trung Quốc: 烟台潮水国际机场)., sân bay này đã thông qua tên hiện vào tháng 4 năm 2014. 